# اندودکشی
بسته به اینکه اندودکاری با چه ماده‌ای انجام شود، نحوهٔ اجرای آن متفاوت است اما مادهٔ مورد استفاده در اندودکاری در معماری ملات نام دارد. یک نوع ملات از ماسه و سیمان تشکیل شده که با درصد مشخصی با آب مخلوط می‌شود و جهت اندودکاری با وسایلی چون کمچه و ماله مورد استفاده قرار می‌گیرد، هر ملات حداقل شامل ۳ ماده است یکی از این سه ماده، مادهٔ پرکننده دوم مادهٔ چسباننده و سومی آب است.

## واژه
واژه مناسب تر به جای اندودکشی اندود کاریست، اما چون گاهی این واژه همراه با واژه بندکشی به کار می‌رود گاهی با نام اندود کشی نیز نقل می‌شود
.
اندود در فارسی به معنی کاه گل و کاهگل مالیدن بر بام و دیوار است. و هر پوشش نازکی که از همه جهت چیزی را احاطه کند. و هرگاه با کلمه دیگر ترکیب شود، معنی اندوده یا "مالیده شده" دارد مثل زر اندود. سیم اندود. گل اندود.

## ملات اندودکاری بیرونی و داخلی
مخلوطی از یک یا چند چسباننده معدنی، سنگدانه، آب و گاهی مواد افزونه یا افزودنی که در اندودکاری بیرونی یا داخلی استفاده می‌شود. ملات اندودکاری بیرونی و داخلی تازه به ملاتی گفته می‌شود که کاملاً مخلوط شده و آماده برای استفاده است.

## ملات اندودکاری طراحی شده
ملاتی که ترکیبات و روش تولید آن برای دستیابی به خواص ویژه، توسط تولیدکننده انتخاب می‌شود (بر اساس عملکرد)

ملات اندودکاری بیرونی و داخلی از پیش تعریف شده

ملاتی که در نسبت‌های از پیش تعیین شده ساخته شده و خواص آن با توجه به نسبت‌های اجزای متشکل، در نظر گرفته می‌شود (بر اساس عملکرد).

### ملات اندودکاری بیرونی و داخلی مطابق با روش تولید
ملات اندودکاری بیرونی و داخلی آماده
ملاتی که در کارخانه پیمانه و مخلوط شده‌است، این ملات می‌تواند به صورت خشک (باید هنگام مصرف با آب مخلوط شود) یا به صورت تر آماده برای مصرف، عرضه شود.

ملات اندودکاری بیرونی و داخلی نیمه آماده
ملات اندودکاری بیرونی و داخلی از پیش پیمانه شده:
ملاتی که اجزای متشکل آن کاملاً در کارخانه پیمانه شده و به کارگاه ساختمانی عرضه و مطابق ویژگی‌ها و شرایط ذکر شده توسط تولیدکننده مخلوط می‌شود.
ملات اندودکاری بیرونی و داخلی ماسه-آهک از پیش مخلوط شده:

ملاتی که اجزای متشکل آن در کارخانه کاملاً پیمانه و مخلوط می‌شود و به کارگاه ساختمانی عرضه و در آنجا مواد متشکل دیگری که توسط کارخانه مشخص یا فراهم شده‌است، اضافه می‌شود (مانند سیمان).

ملات اندودکاری بیرونی و داخلی کارگاهی

ملاتی که هر یک از اجزای متشکل آن به‌طور جداگانه پیمانه شده و در کارگاه ساختمانی مخلوط می‌شود.

## ملات اندودکاری برای کارهای عمومی
ملات اندودکاری‌ای است بدون خواص ویژه که می‌تواند از پیش تعریف شده یا طراحی شده باشد.
ملات اندودکاری بیرونی و داخلی سبک ملات طراحی شده با چگالی مساوی یا کمتر از ۱۳۰۰ کیلوگرم بر متر مکعب
ملات اندودکاری بیرونی و داخلی رنگی برای کاربردهای ویژه رنگی شده (رنگ این نوع ملات با استفاده از رنگدانه‌ها یا سنگ‌دانه‌های رنگی به دست می‌آید).
ملات اندودکاری بیرونی یک لایه در یک لایه به کار می‌رود و همه وظایف یک سیستم چند لایه را که در اندودکاری خارجی استفاده می‌شود، انجام می‌دهد. این نوع ملات معمولاً به صورت رنگی مورد استفاده قرار می‌گیرد. ملات‌های یک لایه برای استفاده بیرونی را می‌توان با استفاده از سنگدانه‌های معمولی یا سبک تولید کرد.